# 南城遊逸全傳
《南城遊逸全傳》（越南語：Nam Thành Du Dật Toàn Truyện），越南漢文文言文小說，共四回，作者及成書年代不詳。本書內容為豔情小說，將男女性器官及其他人體部位擬為人物和處所，以戰事比喻性行為。現時發現較早的版本有河內漢喃研究院藏的近世抄本。

## 本書概況
本書的作者已難以稽考。據書中第壹回裡有「至陳英時，追思公有德，故有禁笞之詔」之語，中國大陸學者朱旭強據此指出，「陳英」即越南陳朝的英宗皇帝，而「禁笞詔」則不見於越南史籍《大越史記全書》，當屬戲言，不過仍可斷定本書「由熟諳越南本土史事的人士所完成」。此外，本書對艷情的描寫，是以人物及情節比喻性器官和性行為，這種手法與中國明代小說《國色天香》所錄《風流樂趣》情況相似，可見本書或許是倣傚後者而作。

## 內容概述
本書今存四回，第貳至肆回有不對仗的標題，每回末尾有詩句作結，略具章回小說規模。情節大意是：太古時，天壹府可水縣中後社脊村人「楊公腎」有子「楊玉子」，少時學習玄術變化，因耽迷風月，被父逐去，與堂兄「楊公臀」居於三岐村，生二子「石左」、「石右」，稱為「智囊」。玉子喜愛同縣下腸社美婦「陰貴娘」，與二子商量查前往窺探。陰貴娘與侍從「陰橋東」、「陰橋西」謀定對策，令率將士來犯的楊玉子大敗而回。但楊玉子仍不肯罷休，日夜攻戰，連年不絕。陰貴娘只得讓步，每年進貢男孩或女孩一名，但玉子仍未滿意云云。後世學者認為本書內容可能不止四回，可能是現存的抄本仍未抄完。

## 流傳版本
本書現時有河內漢喃研究院所藏的抄本，編號為「AC. 637」，稿紙有「祥記」字樣，一度被誤認為是中國古代小說。臺灣學者陳益源指出，因該種稿紙或許來自中國，故產生誤會，認為它屬越南漢文小說。該版本有部份內容因避阮朝嗣德帝名諱，多處把「時」字寫成「辰」字，因而應屬近世抄本。
在現代，本書尚有陳益源的全文校錄版本，附錄於《中越漢文小說研究》一書，以及有仍由陳益源校點、朱旭強審校的版本，收錄於《越南漢文小說集成》叢書。

## 引用來源
1. ↑  《南城遊逸全傳》第壹回，收錄於孫遜、鄭克孟、陳益源主編《越南漢文小說集成》第十五冊，上海古籍出版社，126頁。
2. 1 2 3  《南城遊逸全傳》朱旭強《提要》，收錄於孫遜、鄭克孟、陳益源主編《越南漢文小說集成》第十五冊，上海古籍出版社，123頁。
3. ↑  《南城遊逸全傳》朱旭強《提要》，收錄於孫遜、鄭克孟、陳益源主編《越南漢文小說集成》第十五冊，上海古籍出版社，124頁。
4. ↑  陳益源《中越漢文小說研究‧越南漢喃研究院所藏的中國重抄重印本小說》，東亞文化出版社，36頁。
5. ↑  陳益源《中越漢文小說研究‧越南漢喃研究院所藏的中國重抄重印本小說》，東亞文化出版社，65─69頁。
6. ↑  《南城遊逸全傳》，收錄於孫遜、鄭克孟、陳益源主編《越南漢文小說集成》第十五冊，上海古籍出版社，121─132頁。